# Barbara Dickson
Barbara Ruth Dickson (Dunfermline, 27 settembre 1947) è un'attrice e cantante scozzese.
Attiva anche come cantante di musical, ha recitato in diversi titoli, tra cui Chess, Blood Brothers, John, Paul, George, Ringo ... and Bert e Spend, Spend, Spend, e ha vinto due Laurence Olivier Award alla migliore attrice in un musical nel 1983 e nel 2000.
È nota al grande pubblico per aver cantato con Elaine Paige il duetto di successo I Know Him So Well.

## Discografia

### Album in studio
- 1969 - The Fate 'o Charlie (con Archie Fisher e John MacKinnon) (Trailer)
- 1970 - Thro' the Recent Years (con Archi Fisher) (Decca)
- 1971 - Do Right Woman (Decca)
- 1972 - From the Beggar's Mantle... Fringed by Gold (Decca)
- 1976 - Answer Me (RSO)
- 1977 - Morning Comes Quickly (RSO)
- 1978 - Sweet Oasis (CBS)
- 1980 - The Barbara Dickson Album (RSO)
- 1981 - You Know It's Me (Epic)
- 1982 - All for a Song (Epic)
- 1984 - Heartbeats (Epic)
- 1985 - Gold (K-tel)
- 1986 - The Right Moment (K-tel)
- 1989 - Coming Alive Again (Telstar)
- 1992 - Don't Think Twice It's Alright (Columbia)
- 1994 - Parcel of Rogues (Castle Communications)
- 1995 - Dark End of the Streets (Transatlantic)
- 1998 - The 7 Ages of a Woma (Telstar)
- 2002 - For the Record (Eagle)
- 2004 - Full Circle (RandM)
- 2006 - Nothing's Gonna Change My World (Universal)
- 2008 - Time & Tide (Voiceprint)
- 2011 - Words Unspoken (Greentrax)
- 2013 - To Each & Everyone - The Songs of Gerry Rafferty (Greentrax)
- 2014 - Winter (Chariot Music)
- 2018 - Through Line (Chariot Music)
- 2020 - Time Is Going Faster (Chariot Music)

### Album dal vivo
- 1982 - Here We Go (Epic)
- 1987 - After Dark (Theobald Dickson)
- 2009 - Barbara Dickson in Concert (Charion Music)
- 2013 - B4 Seventy-Four - The Folkclub Tapes (Chariot Music)
- 2016 - Live in Concert 1976 & 77 (Chariot Music)
- 2017 - In Good COmpany - Live 2017 (Chariot Music)
- 2021 - Ballads and Blether (Chariot Music)

### Raccolte
- 1981 - I Will Sing (Decca)
- 1982 - Barbara Dickson (Contour)
- 1984 - The Barbara Dickson Songbook (K-tel)
- 1986 - The Very Best of Barbara Dickson (Telstar)
- 1987 - The Collection (Castle Communications)
- 1991 - Now and Then (Connoisseur Collection)
- 1992 - Together - The Best of Elaine Paige & Barbara Dickson (Telstar)
- 1996 - The Best of Barbara Dickson (Epic)
- 2003 - Memories (Music Club)
- 2004 - The Platinum Collection (Sony Music TV)
- 2006 - The Barbara Dickson Collection (Metro)
- 2007 - The Collection (Sony BMG Music)
- 2011 - The Essential (Metro)

### Album da musical
- 1974 - John, Paul, George, Ringo... & Bert (tratto dal musical John, Paul, George, Ringo ... and Bert) (RSO)
- 1976 - Evita (tratto dal musical Evita) (MCA)
- 1983 - Blood Brothers (tratto dal musical Blood Brothers) (Legacy)
- 1983 - Tell Me It's Not True (tratto dal musical Blood Brothers) (Legacy)
- 1984 - Chess (tratto dal musical Chess) (RCA)
- 2000 - Spend Spend Spend (tratto dal musical Spend Spend Spend) (Garforth)

### EP
- 1981 - All for a Song (Epic)
- 1982 - Greatest Original Hits - 4 Track E.P. (Epic)
- 2014 - Reunited (con Rab Noakes) (Neon)
- 2016 - Five Songs (Chariot Music)

### Singoli
- 1974 - Here Comes the Sun
- 1975 - Blue Skies
- 1975 - Answer Me
- 1976 - People Get Ready
- 1976 - Out of Love with Love
- 1977 - Another Suitcase in Another Hall
- 1977 - Lover's Serenade
- 1977 - Who Was It Stole Your Heart Away
- 1977 - I Could Fall
- 1978 - City to City
- 1978 - Fallen Angel
- 1979 - Come Back with the Same Look in Your Eyes
- 1979 - Caravan Song
- 1980 - January February
- 1980 - Anytime (You're Down and Out)
- 1980 - In the Night
- 1981 - Only Seventeen
- 1981 - My Hearts Lies
- 1981 - Run Like the Wind
- 1982 - Take Good Care
- 1982 - I Believe in You
- 1982 - Here We Go
- 1983 - Stop in the Name of Love
- 1983 - Tell Me It's Not True
- 1984 - Keeping My Love for You
- 1984 - I Don't Believe in Miracles
- 1984 - I Know Him So Well (con Elaine Paige)
- 1985 - Still in the Game
- 1986 - If You're Right
- 1986 - Time After Time
- 1987 - I Think It's Going to Rain Today
- 1987 - The West Coast of Clare
- 1988 - Only a Dream in Rio
- 1989 - Coming Alive Again
- 1989 - All I Ask of You (con José Carreras)
- 1990 - You're the Voice
- 1991 - Tears of Rage
- 1992 - Don't Think Twice Is All Right
- 1992 - Blowin' in the Wind
- 1995 - Love Hurts
- 2006 - I Will
- 2020 - Where Shadows Meet the Light